# Auto Union 1000
De Auto Union 1000 is een personenauto uit de compacte middenklasse met een driecilinder tweetaktmotor en voorwielaandrijving. Het is de opvolger van de grote DKW "3=6" (DKW F93/F94) en de enige Auto Union-personenauto met de naam van de fabrikant als merknaam in plaats van DKW.

## Auto Union 1000/1000 S
De Auto Union 1000 kwam grotendeels overeen met de F93/F94. De belangrijkste verschillen waren de krachtiger motor met grotere cilinderinhoud (981 cm³) en aan de buitenkant de vier ringen in de grille en de letters "Auto Union" in plaats van het DKW-logo op de motorkap. De 1000 was verkrijgbaar als vier- en tweedeurs sedan met aan de voorzijde scharnierende deuren en als een vierzits coupé zonder B-stijl. 
Voor het modeljaar 1960 (vanaf augustus 1959) kregen de tweedeurs sedan en de vierzits coupé Auto Union 1000 S een panoramische voorruit. In 1961 werd de grille opnieuw ontworpen met verticale sierlijsten. 
Tussen januari 1958 en juli 1963 produceerde Auto Union 171.008 exemplaren van de Auto Union 1000 en 1000 S als sedan en coupé  in de fabriek in Düsseldorf-Derendorf. Vanaf augustus 1959 werd een combi toegevoegd onder de naam Universal, die 16.421 keer werd verkocht tot november 1962. Het hoogtepunt van de serie was de Auto Union 1000 S de Luxe coupé met schijfremmen. In 1962 werden echter nog slechts 18.085 1000's vervaardigd. 
In het modeljaar 1961/62 introduceerde Auto Union de tweetakt met afzonderlijke mengsmering met behulp van een mengsmeerautomaat die was ontwikkeld samen met Bosch. Het systeem met een afzonderlijke olietank en oliepomp moest het mogelijk maken om benzine te tanken zonder handmatige toevoeging van tweetaktolie, omdat tankstations met mengsmering minder gebruikelijk werden. In 1956 was de mengverhouding al van 1:25 tot 1:40 verminderd, nu kon de motor op vollast draaien met 1:60 en stationair met 1:400. Volgens de reclame was het nieuwe systeem vooral bedoeld om een langere levensduur van de motor te garanderen, wat in de praktijk niet werd bereikt. In de extreem koude winter van 1962/63 trad een ongewoon groot aantal krukasschades op omdat de olie, die bij lage temperaturen te dik was, onvoldoende door de dunne leidingen naar de carburateur werd getransporteerd. 
In augustus 1963 volgde de DKW F102 als de laatste West-Duitse productieauto met een tweetaktmotor. Nadat de productie van de 1000 in West-Duitsland halverwege 1963 was gestopt, werd de Auto Union 1000 S met kleine retouches geproduceerd door Vemag in São Paulo (Brazilië) en in Santa Fe (Argentinië) zonder aanpassing nog tot 1967.

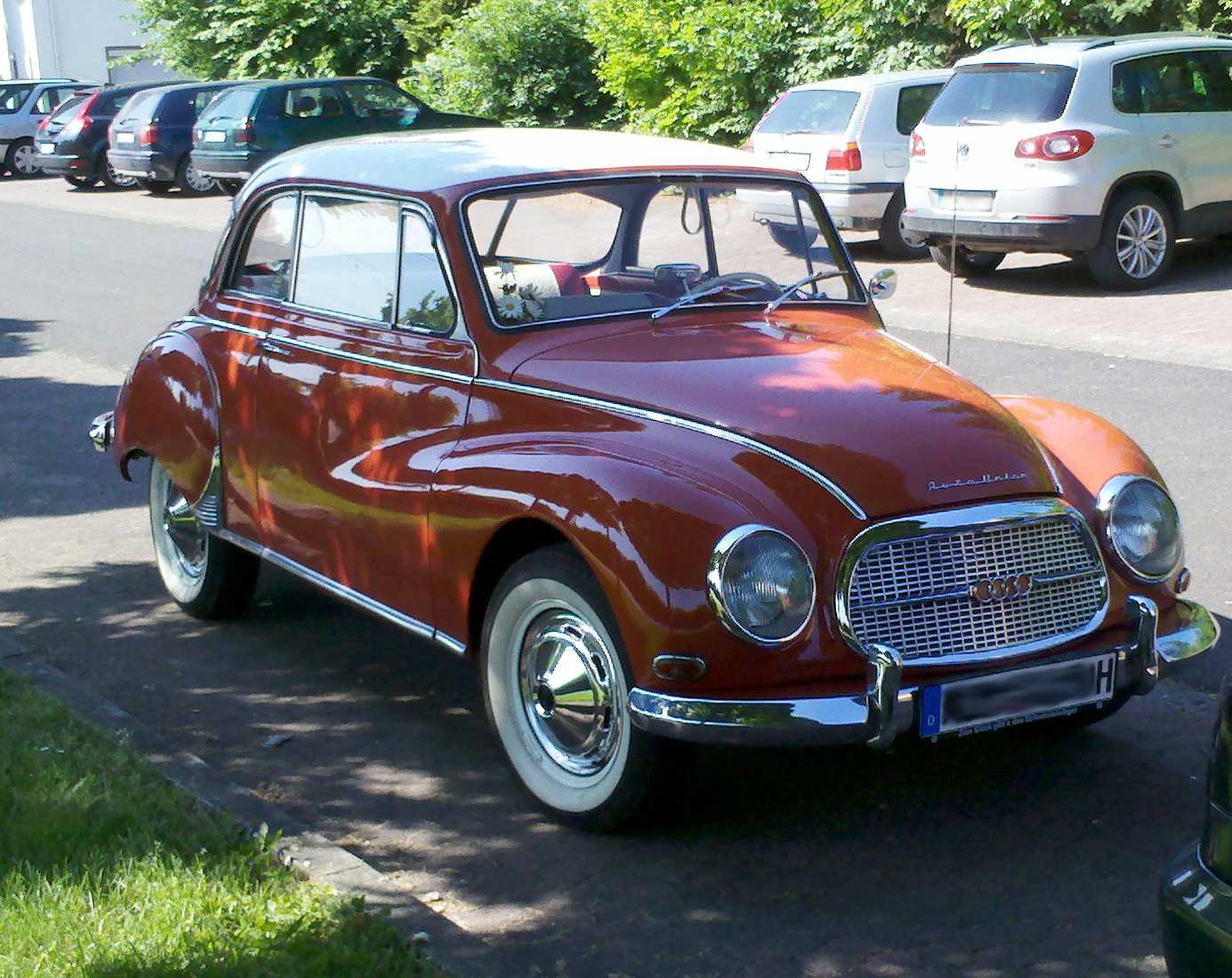
Auto Union 1000 Coupé de Luxe
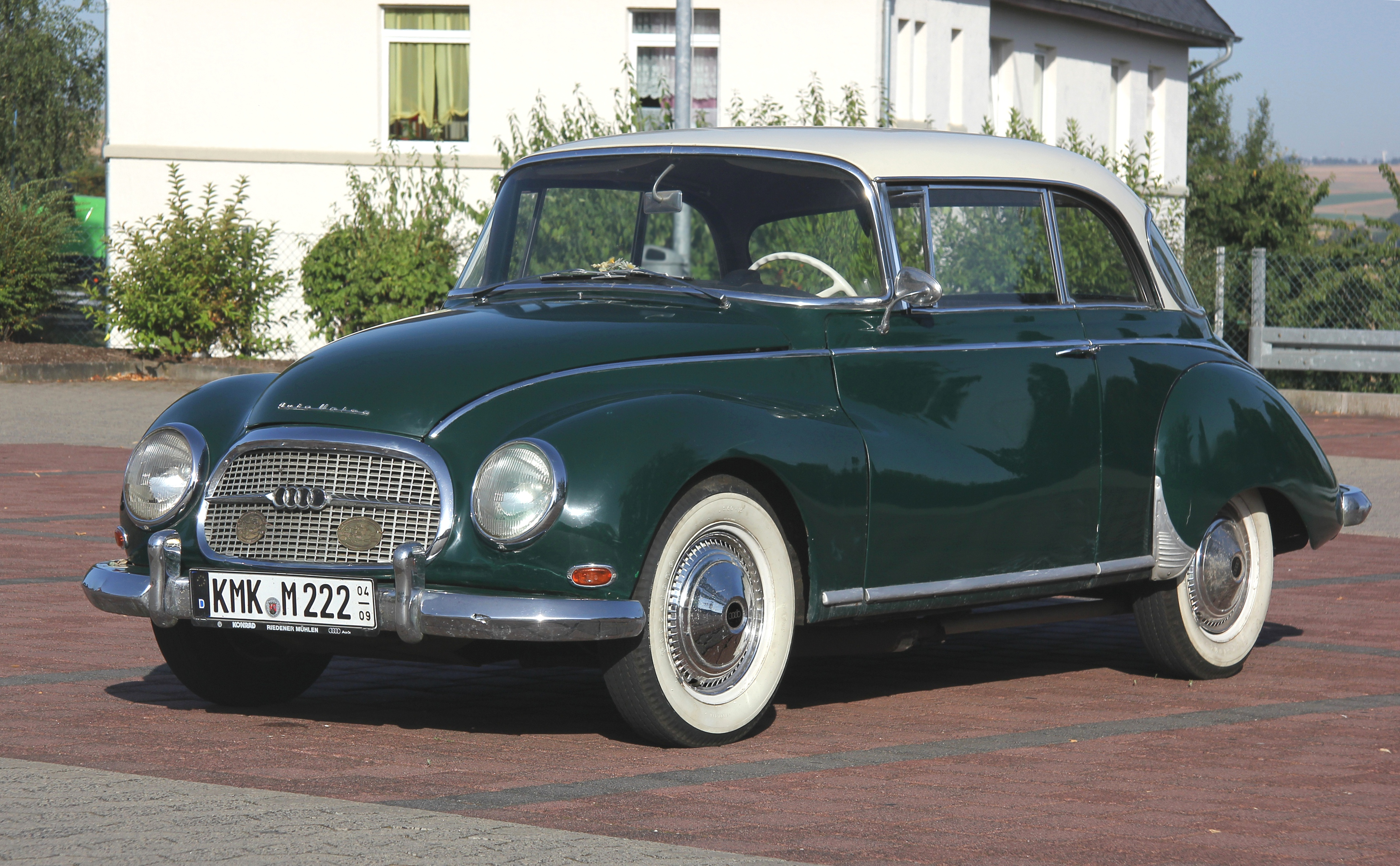
Auto Union 1000 S Coupé met panoramische voorruit
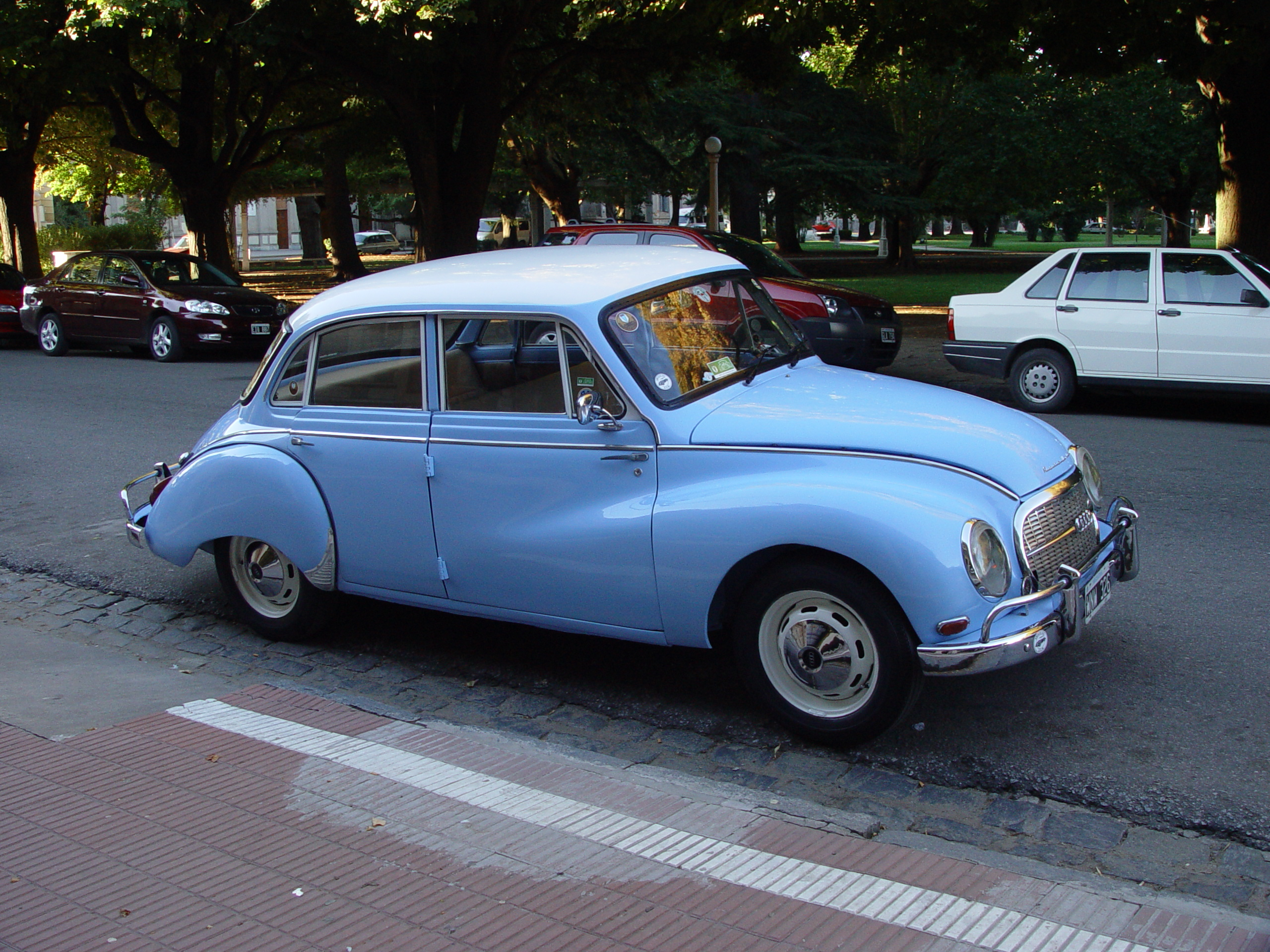
Vierdeurs Auto Union 1000 in Argentinië
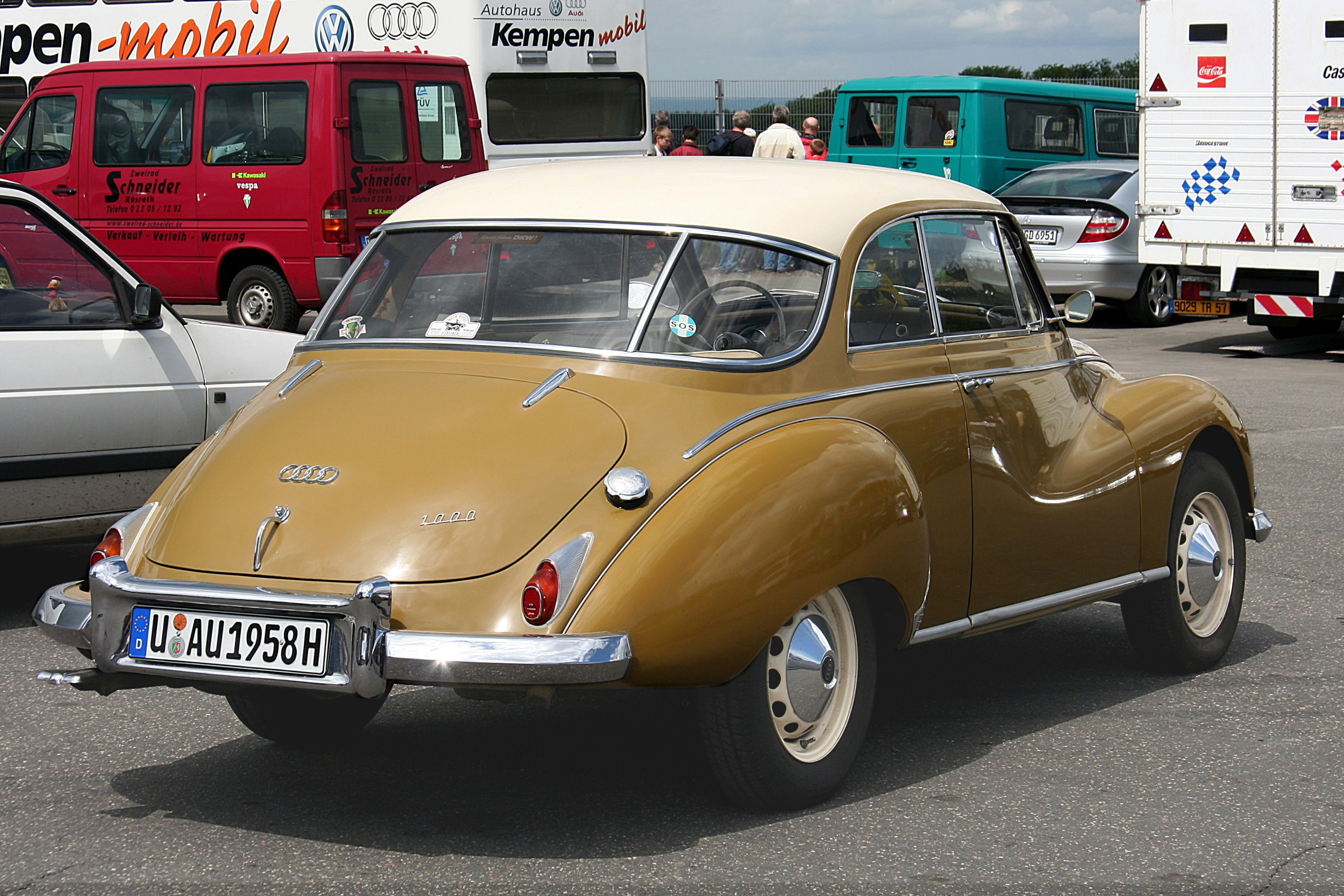
Auto Union 1000 (1958), achterzijde

## Auto Union 1000 Sp
De Auto Union 1000 Sp (Sp voor Spezial en niet, zoals vaak wordt aangenomen, voor het woord "sport") was een gesloten tweezits sportcoupé of een open tweezits roadster. 
De 1000 Sp werd gepresenteerd op de Internationale Automobilausstellung in 1957 en geproduceerd bij Baur in Stuttgart van 1958 tot 1965, in totaal 5.004 gesloten sportcoupé's. Van september 1961 tot april 1965 werden daarnaast 1.640 open roadsters vervaardigd. 
In vergelijking met de Auto Union 1000 S waren de motorprestaties voornamelijk door een hogere compressie (8:1) gestegen tot 41 kW (55 pk), maar ook vanwege kleine verschillen in het motorblok en het afwijkende carburateursysteem. Dat bracht de "smalspoor Thunderbird", zoals de 1000 Sp af en toe in de pers werd genoemd, op een topsnelheid die met 140 km/u de zwakker gemotoriseerde 1000 S Coupé enigszins overtrof. 
Vanaf modeljaar 1962 kregen zowel de coupé als de roadster afgeronde zijvinnen aan de achterzijde. Vervolgens waren er vanaf chassisnummer 4.360 (maart 1962) ook schijfremmen op de vooras en de mengsmeerautomaat. Net als de andere Auto Union-modellen, kreeg ook de 1000 Sp carrosserieversterkingen voor de bevestiging van veiligheidsgordels. Met het gebruik van het automatische smeeroliesysteem werd de dubbele 32/36 NDIX-carburateur vervangen door de Solex 40 CIB-valstroomcarburateur. 

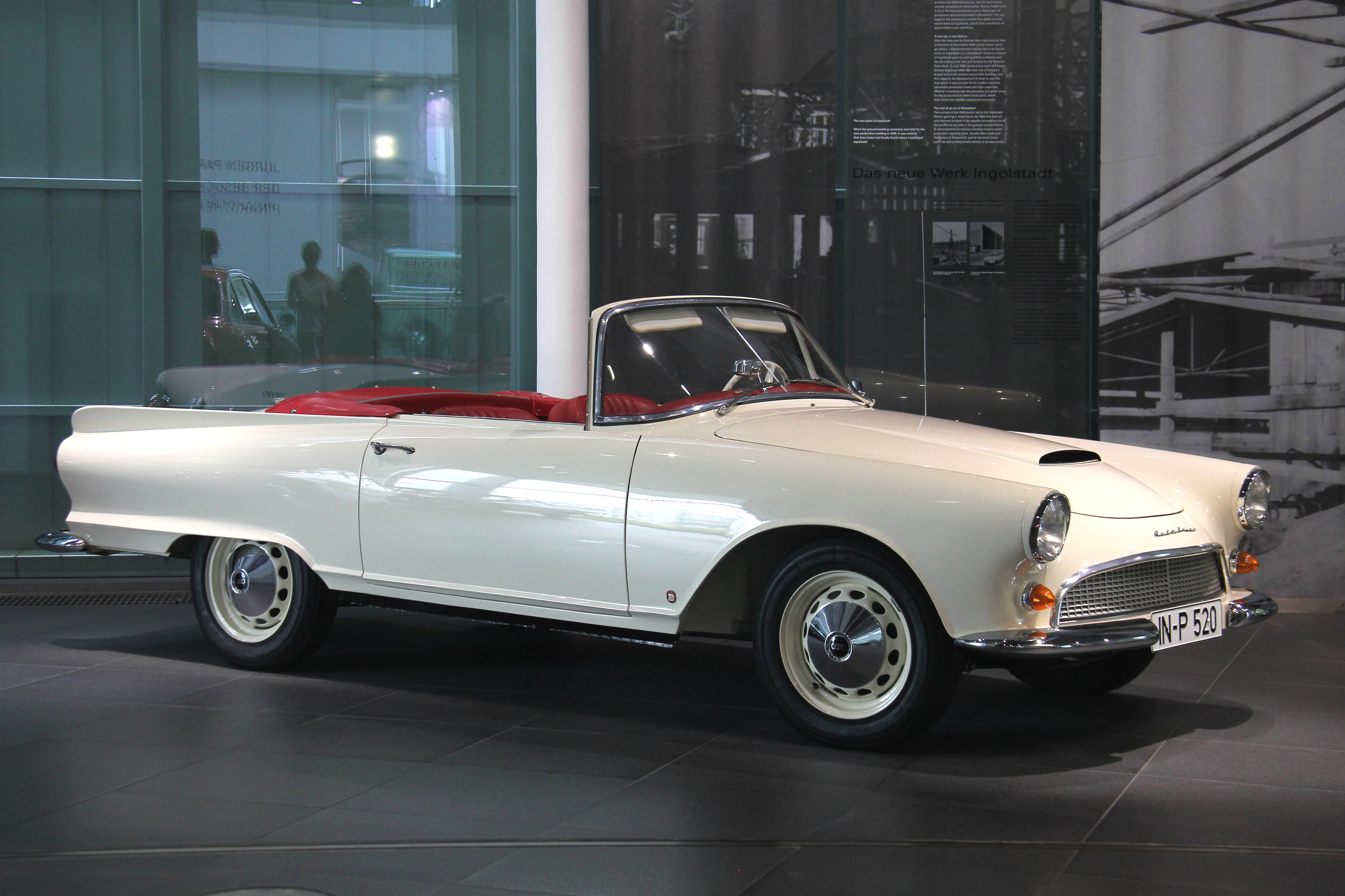
Auto Union 1000 Sp Roadster
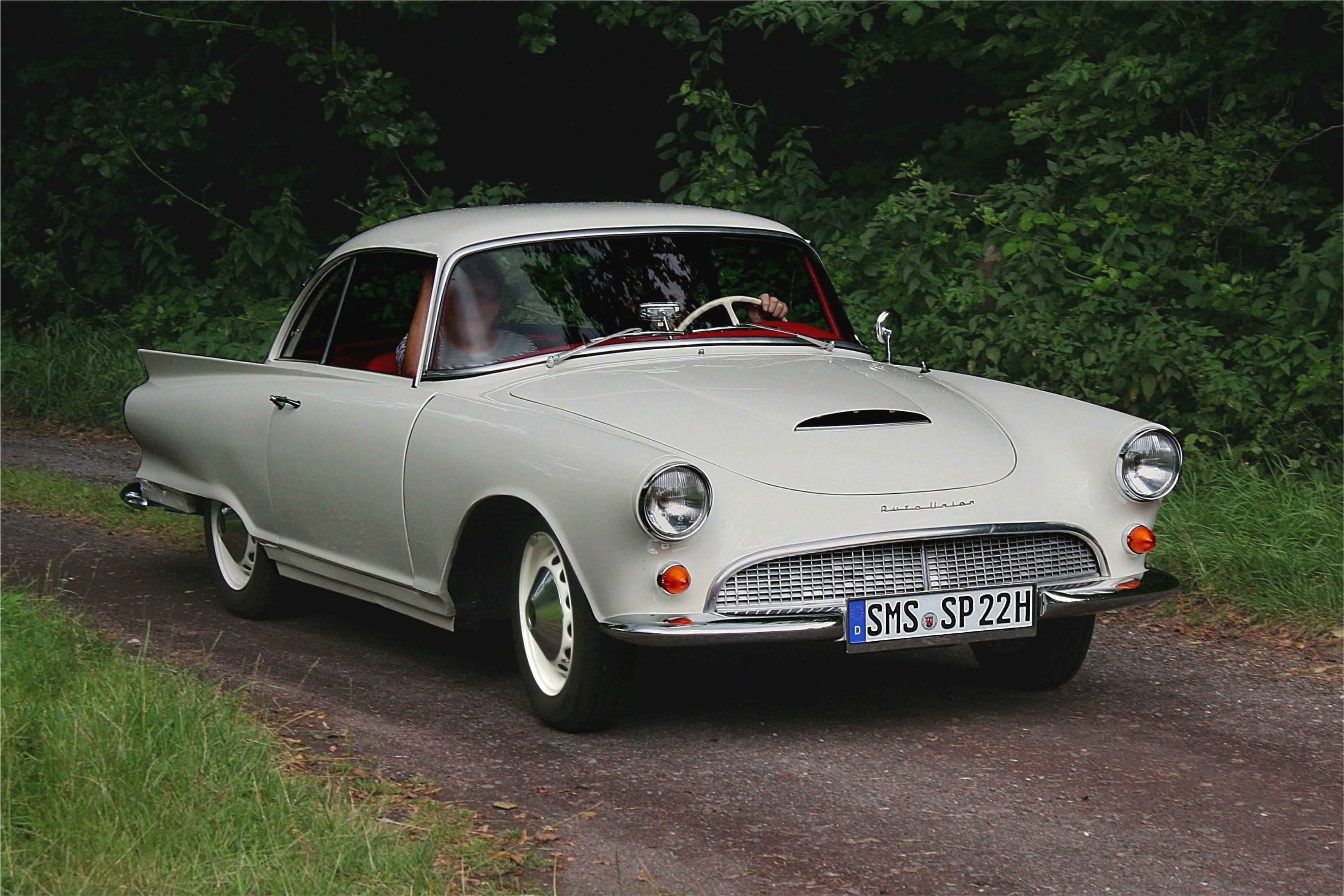
Auto Union 1000 Sp Coupé
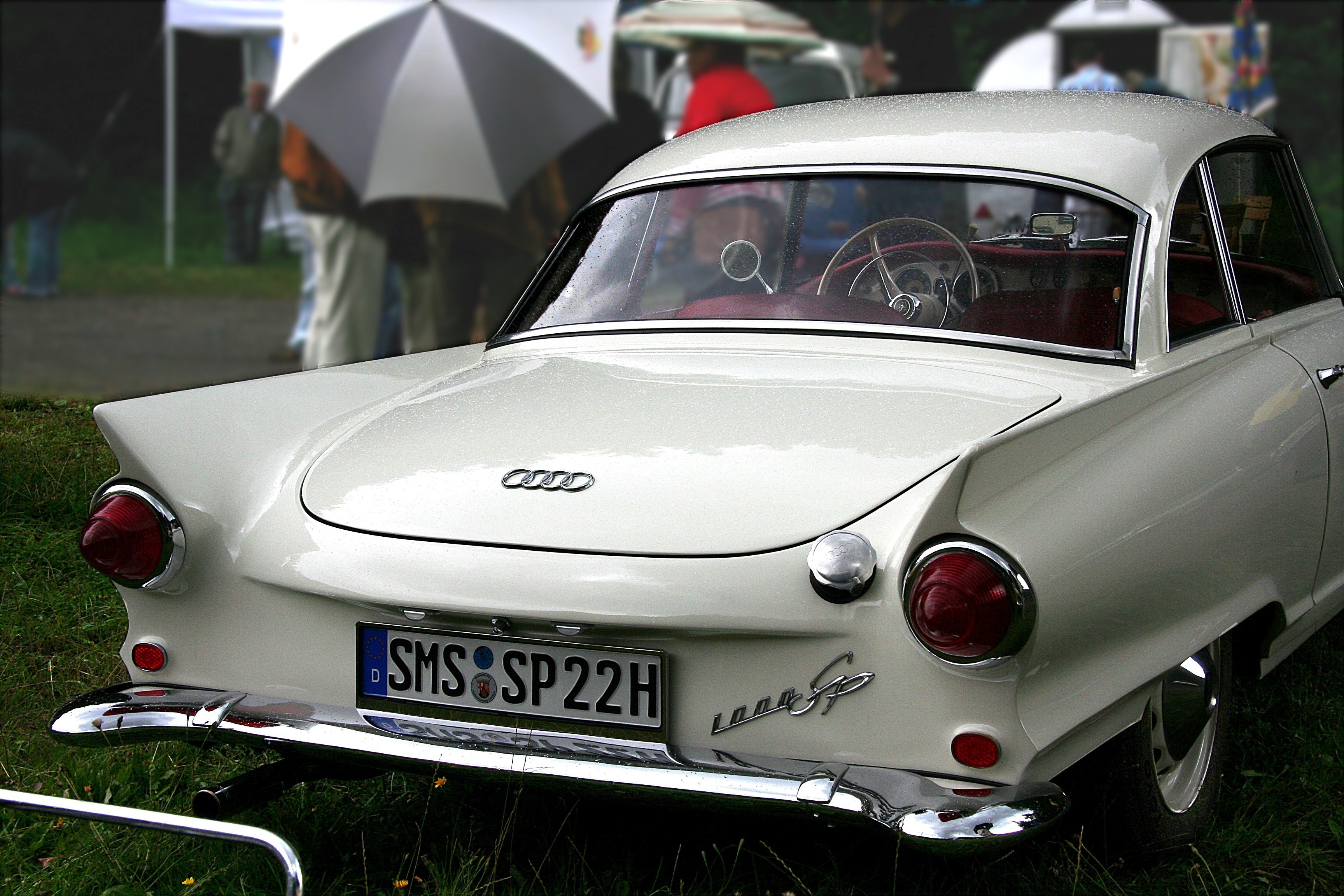
Auto Union 1000 Sp, achterzijde
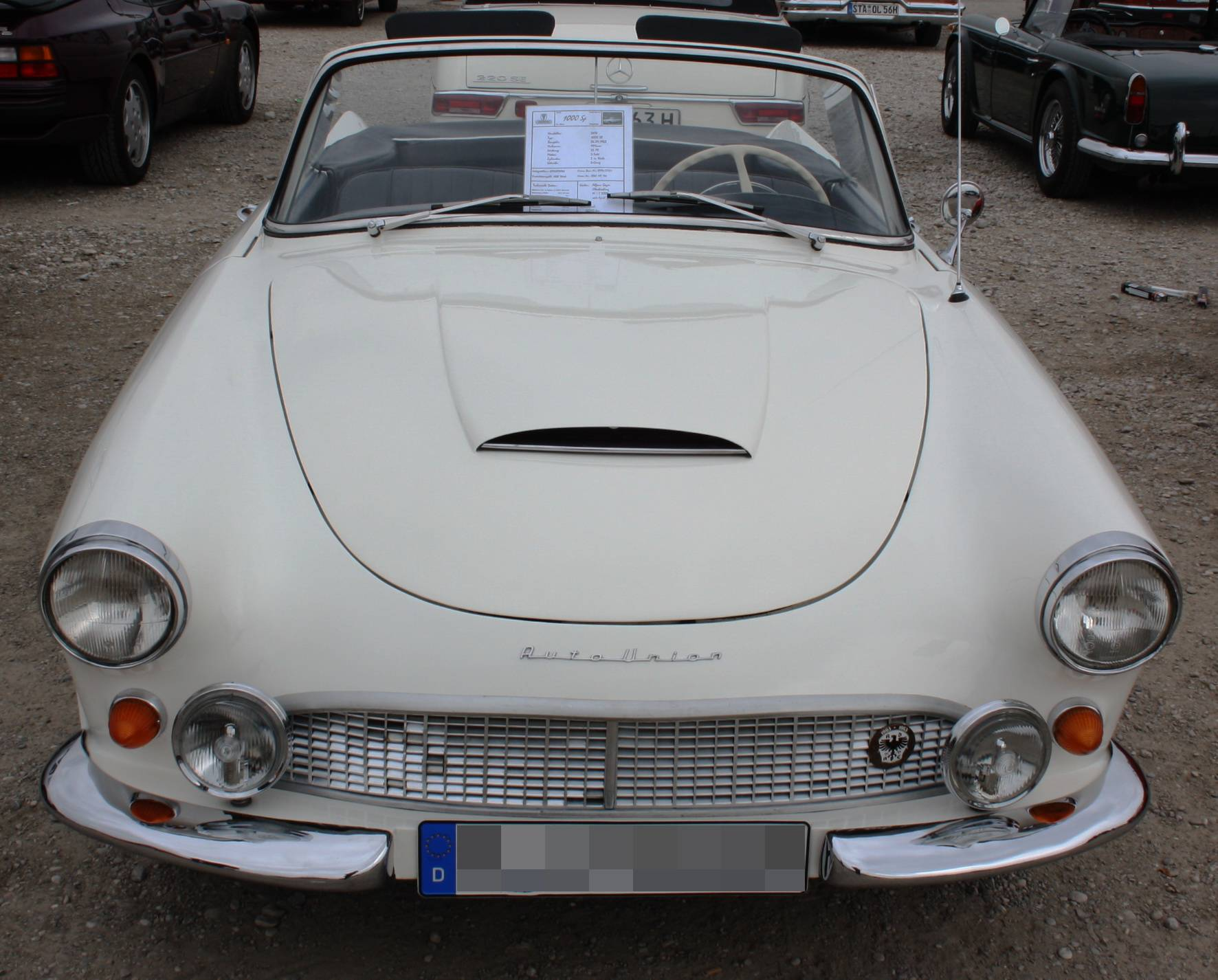
Auto Union 1000 Sp (1963)
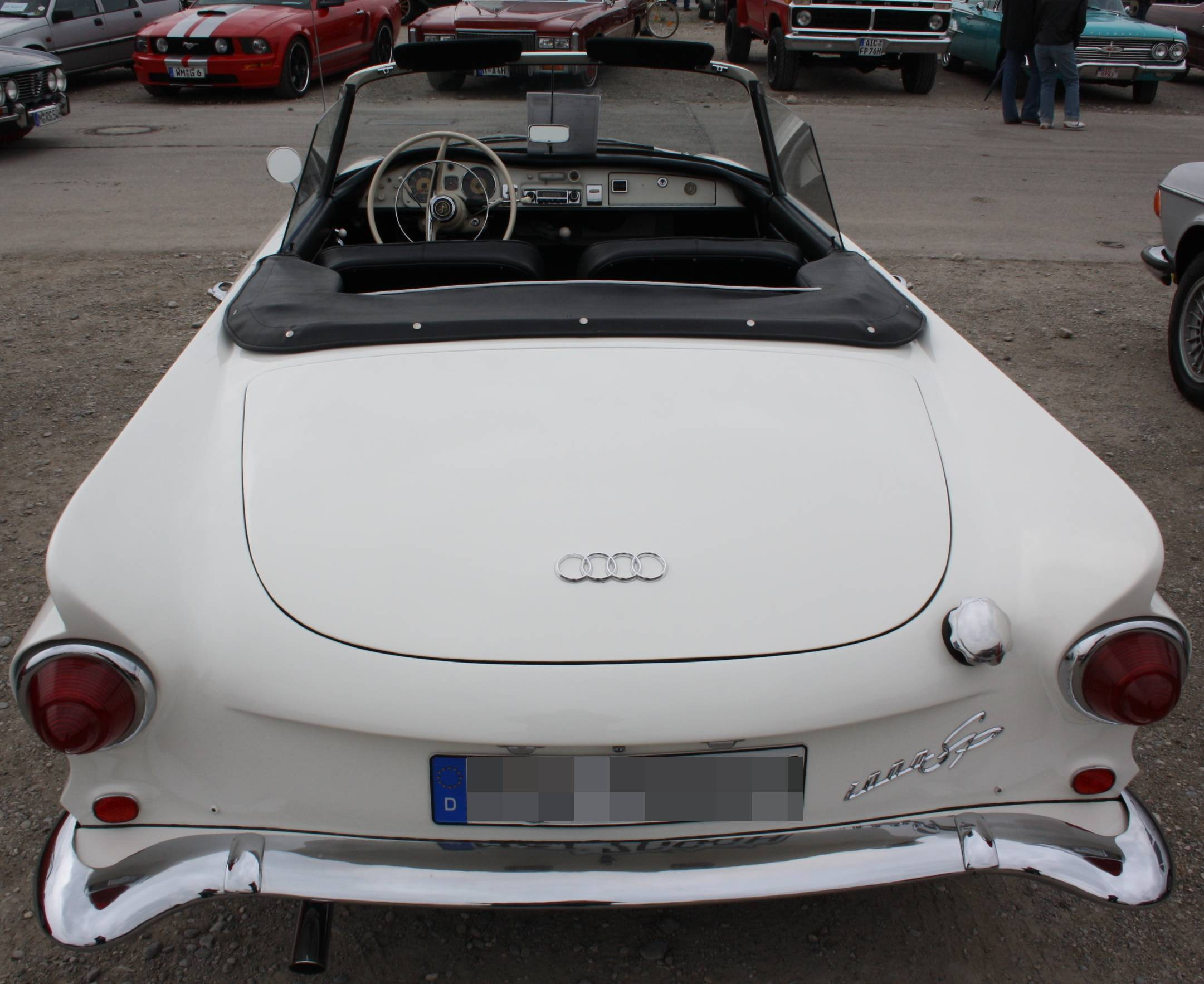
Auto Union 1000 Sp jaar (1963)
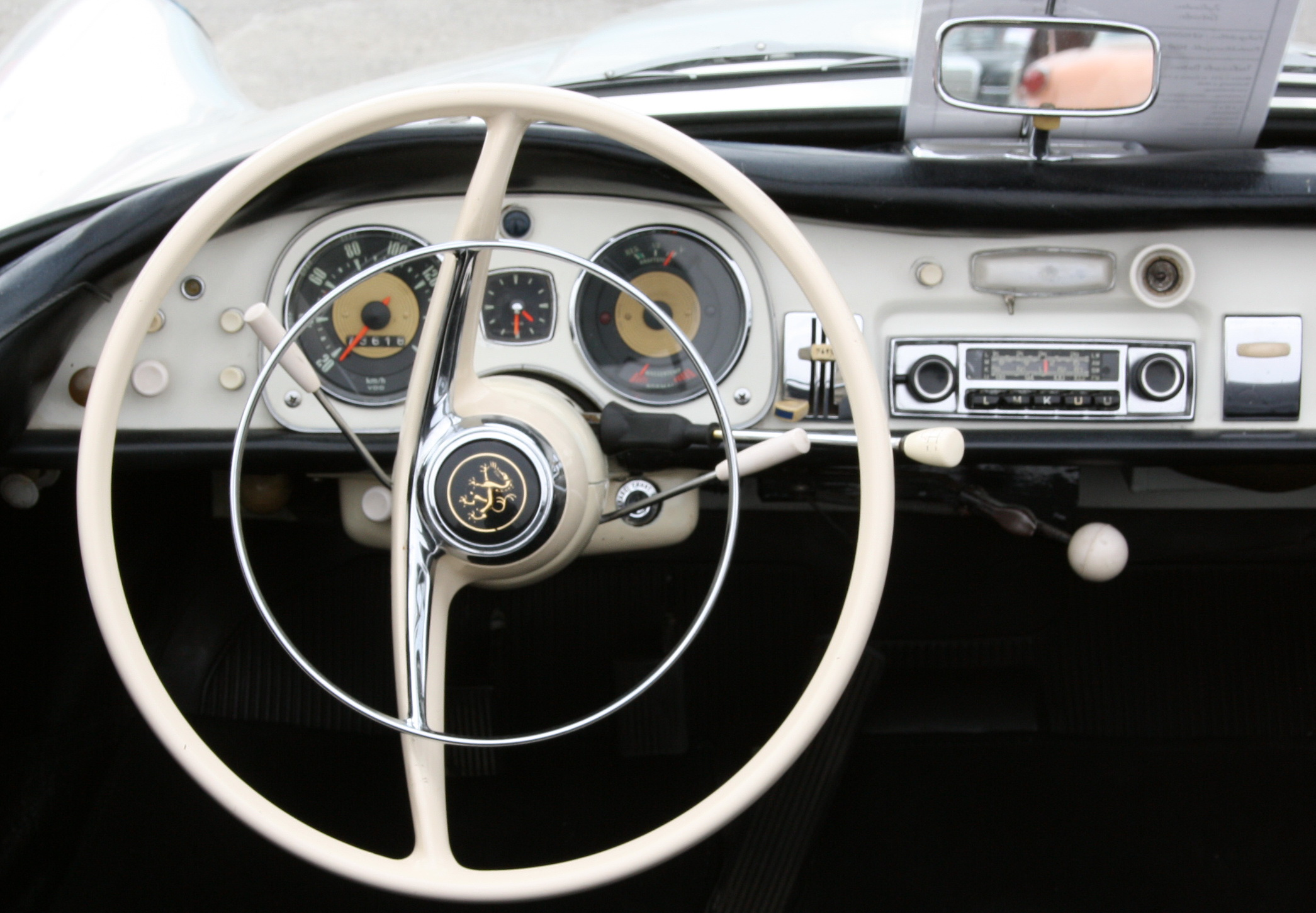
Auto Union 1000 Sp (1963) dashboard

Een automatische koppeling (Saxomat) was op aanvraag verkrijgbaar. 
Modellen voor 1945:
Type P · 
4=8 (V 800/V 1000/Sonderklasse/Schwebeklasse) · 
F1 · 
F2 · 
F4 · 
F5 · 
F7 · 
F8 · 
F9 (prototype)
Modellen na 1945:
F10 · 
Meisterklasse (F89) · 
Sonderklasse (F91) · 
3=6 (F93/94) · 
Monza · 
Junior · 
F11/F12 · 
F102
Terrein- en bedrijfswagens:
Munga (F91/4) · 
DKW Schnellaster · 
DKW F 1000 L
Merknaam Auto Union:
1000 · 
1000 Sp
Afgeleide modellen:
IFA F8 · 
IFA F9 · 
Audi F103